# مطبخ الأمريكتين

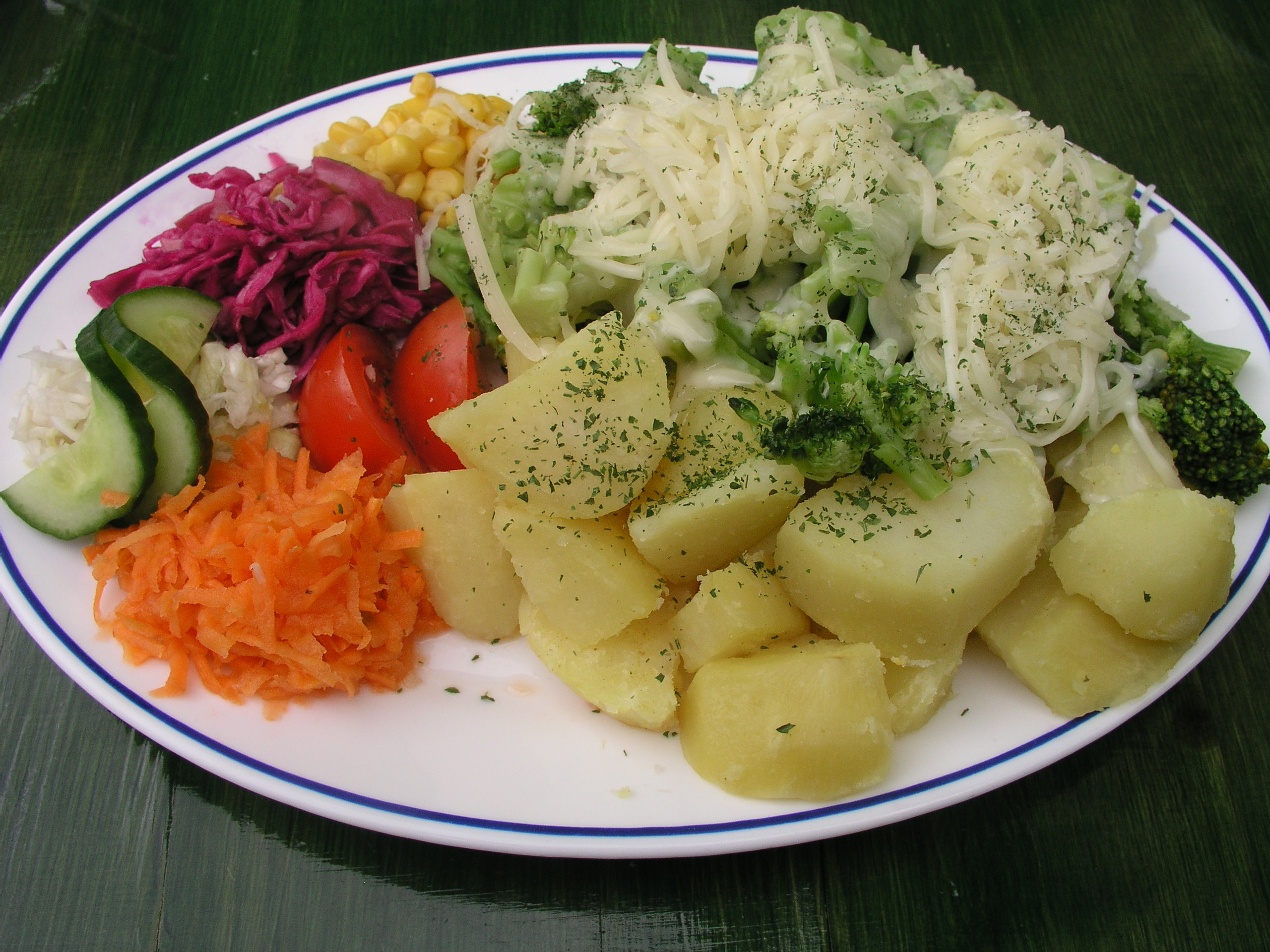

يتكون مطبخ الأمريكتين من مجموعة متنوعة من أساليب إعداد الطعام.
يتكون مطبخ أمريكا الشمالية من الأطعمة الأصلية أو الشعبية في بلدان أمريكا الشمالية مثل المطبخ الكندي والمطبخ الأمريكي والمطبخ المكسيكي والمأكولات الأمريكية الوسطى. عرض المأكولات الأمريكية الشمالية تأثير من العديد من المأكولات العالمية بما في ذلك المطبخ الأمريكي الأصلي والمطبخ اليهودي والمأكولات الآسيوية وخاصة المطبخ الأوروبي. كما يشمل المطبخ الأمريكي الشمالي للمأكولات الأمريكية الوسطى ومنطقة البحر الكاريبي باعتباره مصطلحا واسعا للطهي الجغرافي. هذه المناطق هي جزء من أمريكا الشمالية لذلك هذه المأكولات الإقليمية تقع أيضا داخل الظل من الطبخ أمريكا الشمالية.
المصطلح «الإقليمية» غامضة إلى حد ما على سبيل المثال يمكن أن تختلف المطبخ بورتوريكو بشكل ملحوظ من المطبخ الكوبان. المطبخ المكسيكي انسكابات عبر الحدود إلى تكس ميكس وميكسى كالي «الماكولات الفرعية» والماكولات من ميشيجان واونتاريو لديها المزيد من القواسم المشتركة مع بعضها البعض من أما مع المأكولات من مانيتوبا أو أيوا.
البلدان
- المطبخ الأمريكي
- مطبخ أنجويلا
- مطبخ انتيغوا وبربودا
- مطبخ بربادوس
- مأكولات جزر البهاما
- المطبخ بليز
- المطبخ البرمودي
- المطبخ الكندي
- المطبخ جزيرة كايمان
- المطبخ الكوستاريكي
- المطبخ الكوبي
- مطبخ جمهوريه الدومينيكان
- مطبخ دومينيكا
- ماكولات جريلانديك
- مطبخ جريدان
- مطبخ جواتيمالا
- مطبخ هايتي
- المطبخ الهندوراسي
- المطبخ الجامايكي
- المطبخ المكسيكي
- المأكولات النيكاراغوية
- المطبخ البنمي
- المطبخ البورتوريكي
- مطبخ سان لوسيان
- المطبخ السلفادوري
- ترينيداد وتوباغو المطبخ
- المطبخ جزر فيرجن البريطانية
- مطبخ جزر فيرجن الأمريكية